# Беатификация
Беатифика́ция (от латински: beatus – „щастлив, благословен“) е причисляване на умрелия към лика на блажените в католическата църква.
Отличава се от канонизацията, в хода на която става причисляване на праведника към лика на светите. Беатификацията се приема като етап, предхождащ канонизацията.
За да се придаде на култа на „блажените“ (местните светци) по-голяма авторитетност, западните епископи започват да се обръщат към папата за одобрението му. Следва формален следствен процес за събиране с голяма критичност сведения за съответното лице, които се изпращат в Рим. Там, чрез ново критично и задълбочено обсъждане (чрез общ и специален инквизиционен процес) се изяснява въпросът за правомерността на прославата, светостта, чудесата и т.н. на съответното лице и едва тогава то бива утвърждавано или отхвърляно от папата за светец.